# كالوم وودز
كالوم وودز (بالإنجليزية: Calum Woods)‏ (5 فبراير 1987 بليفربول في المملكة المتحدة - ) هو لاعب كرة قدم إسكتلندي في مركز الدفاع. لعب مع بريستون نورث إيند ودونفرملين أثلتيك ونادي ليفربول وهدرسفيلد تاون.

## وصلات خارجية
- كالوم وودز على موقع قاعدة بيانات كرة القدم.إي يو (الإنجليزية)
- كالوم وودز على موقع Soccerbase.com (لاعب) (الإنجليزية)
- كالوم وودز على موقع Soccerway.com (الإنجليزية)